# Boca (Wein)
Boca ist ein italienischer Rotwein aus der Provinz Novara in der Region Piemont. Der Wein hat seit dem 18. Juli 1969 eine „kontrollierte Herkunftsbezeichnung“ (Denominazione di origine controllata – DOC), die zuletzt am 7. März 2014 aktualisiert wurde.

## Anbau
Der Wein muss in den Gemeinden Boca, Maggiora, Cavallirio, Prato Sesia und Grignasco angebaut und vinifiziert werden. Die Reblagen gehören zu den höchsten für Nebbiolo (400–520 m. ü. M). Die speziellen Porphyrböden geben dem Wein eine mineralische Länge. 2019 wurden in dem kleinen Anbaugebiet (17,3 ha) 569 Hektoliter Weine der Denomination produziert.

## Produktionsvorschriften
Boca wird zu 70–90 % aus der Rebsorte Nebbiolo gekeltert, die hier auch Spanna genannt wird. Beigemischt werden dürfen die Rebsorten Vespolina und Uva Rara (einzeln oder zusammen) zu 10–30 %. Der maximal zulässige Hektarertrag liegt bei 63 hl/ha. Der Wein muss mindestens 34 Monate reifen, davon 18 Monate in Holzfässern. Für die Bezeichnung „Boca Riserva“ muss der Wein mindestens 46 Monate reifen, davon 24 Monate im Holzfass.

## Beschreibung
Laut Denomination (Auszug):

### Boca
- Farbe: rubinrot mit granatroten Reflexen
- Geruch: charakteristisch, fein und ätherisch
- Geschmack: trocken, wohlschmeckend, harmonisch, tanninhaltig
- Alkoholgehalt: mindestens 12 Volumenprozent
- Gesamtsäure: mind. 5 g/l
- Trockenextraktgehalt: mind. 22 g/l

### Boca Riserva
- Farbe: rubinrot mit orangeroten Reflexen
- Geruch: charakteristisch, voll, fein und ätherisch
- Geschmack: trocken, fruchtig, ausgewogen, elegant, angenehm tanninhaltig
- Alkoholgehalt: mindestens 12 Volumenprozent, mit der Bezeichnung „Vigna“ 12,5 %
- Gesamtsäure: mind. 5 g/l
- Trockenextraktgehalt: mind. 22 g/l